# Animalocos
Animalocos (conocidos en inglés como FarmKids), es una serie infantil de televisión australiana estrenada en el año 2007 y producida por la productora independiente Brisbane Production, y cuenta la historia de unos animales adolescentes de zoológico que accidentalmente son enviados a un rancho.La serie cuente con dos temporadas y un total de 26 episodios. Fue transmitida por la televisión latinoamericana en Jetix por dos años y en el 1 de diciembre de 2009 fue transmitida en Australia.

## Lista de episodios
ANIMALOCOS FarmKids 26 Capítulos Temporada 1
1. Aire Fresco Del Campo
2. El Factor Canino
3. Enfrenamiento
4. Ley y Desorden
5. El Ataque De Tomates Extraterrestres Gigantes
6. Pequeño Planeta Gaseoso
7. La Gran Día De MooLoo
8. Mala Televisión
9. La Desaparición De Bean
10. La Pequeña Granja Del Horror
11. El Regreso De Splat
12. El Gallo Viejo Y El Mar
13. La Leyenda Del Tuerto Jack
ANIMALOCOS FarmKids 26 Capítulos Temporada 2
1.¿Quién Engaña A Quién?
2.Un Escándalo Por Russ
3.Cegado Por La Luz
4.El Largo Camino A China
5.Locura Móvil
6.La Granja De Entrenamientos
7.El Negocio
8.PapaRATzi
9.Granero 54
10.Cosa Hermosa Y Salvaje
11.El Amuleto De La Mala Suerte
12.Amigos Y Festividades
13.El Salón De Clases

## Estreno en DVD
En 20 de noviembre de 2008, fueron puestos a la venta 3 DVD, los cuales eran:Chaos in the Country, Dude Ranch Boot Camp, y Hair, Wool, Feathers, and Fur..

## Premios y nominaciones
En 2 de marzo de 2007, Animalocos fue nominado a los premios de Estrella nueva y Señor mayor para la creatividad empresarial en los Brisbane Lord Mayor's Business Investment Awards, de los cuales ganó el último. En noviembre de 2008, la serie fue finalista en los Atom Awards por el premio de Mejor serie infantil de televisión.

## Equipo de producción
Fuente:
- Scott Strachan: Creador, director creativo, productor ejecutivo.

- Ian Jones: Productor ejecutivo.

- Sorin Oancea: Director.

- Jill Pattinson: Productora, producción y coordinadora de guiones.

- Jase Harper: Subdirector,Artista del guion gráfico,concepto artístico.

- Bree Kettley: Editora.

- Kelly Rochford: Supervisor de animación en el extranjero.

- Lachlan Inglis: Animador.

- Brioni Bourne:Asistente de Producción,Diseñadora Gráfico.

## Personajes
| Personaje | Tipo          | Voz original     |
| Poppit    | Cerdo hembra  | Louise Brehmer   |
| Doogie    | Perro         | Andrew Buchanan  |
| Buster    | Caballo       | Danny Murphy     |
| Splat     | Gata          | Liz Buchanan     |
| Dumpster  | Toro          | Bill McDonald    |
| MooLoo    | Vaca          | Tiffany Lamb     |
| Frizz     | Oveja         | Liz Buchanan     |
| Punky     | Yegua         | Louise Brehmer   |
| Drumstick | Gallo         | Bryan Probets    |
| Bean      | Pato          | Louise Brehmer   |
| Rod       | Ratón         | Andrew Buchanan  |
| Russ      | Cuervo        | Andrew Buchanan  |
| Gilly     | Cabra macho   | Todd Levi        |
| J.O.T.    | Pez           | Todd Levi        |
| Strecht   | Burro         | Scott Strachan   |
| Carlos    | Sapo          | Warren Humphreys |
| Phill     | hormiga macho | Jhon Harmon      |

Fuente: